# Notothenioidei
|  | Især i fysiologisk litteratur bruges Isfisk alene om familien Channichthyidae, de hvidblodede isfisk, der er specielle ved stort set at mangle hæmoglobin i blodet |
Antarktiske isfisk eller Notothenioider er en underorden af pigfinnefisk (Perciformes). Det er den dominerende gruppe af fisk i de kolde shelfhave omkring Antarktis. Gruppen indeholder for nuværende 8 familier, med 43 slægter) og 122 arter og der beskrives stadig nye arter.
De fleste Notothenioider lever ved havtemperaturer mellem –2 °C og +4 °C, men enkelte sub-polare arter lever i vand op til +10 °C ved New Zealand og Sydamerika. Fiskene kan overleve de lave temperaturer i kraft af en række fysiologiske og biokemiske tilpasninger, hvoraf den vigtigste er tilstedeværelsen af antifryseproteiner i blod og serum. Disse stoffer sænker frysepunktet for blodet og forhindrer aktivt dannelsen af iskrystaller i fiskenes celler, hvilket ellers hurtigt ville slå fisken ihjel.
Alle Notothenioiderne mangler en svømmeblære og de fleste af arterne lever derfor også som bundfisk. Enkelte arter lever dog højere oppe i vandsøjlen og har øget opdrift i form af fedtdepoter og reduceret ossifikation (forbening) af skelettet.
Flere arter af Notothenioiderne, bl.a. Dissostichus mawsoni har siden 1970'erne været og er stadig mål for et betydeligt fiskeri og flere af arterne er gået kraftigt tilbage. I Danmark sælges rognen af bl.a. D. mawsoni under navnet Antarktisk Isfisk, eller ishavsrogn.